# Palmer Kálmán
Palmer Kálmán, Pálmai (Oláhláposbánya, 1860. december 25. – Washington, 1933. május 23.) képviselőházi elnöki főtanácsos, író,  Palmer Andor testvéröccse. Fia, Tibor (1892–1915), az északi fronton súlyos sérülést szenvedett és fél évi szenvedés után 23 éves korában halt meg egy kijevi kórházban. Lánya, Rózsi, egy amerikai haditengerészeti korvett kapitányhoz ment férjhez 1929-ben.

## Életútja
Középiskoláit Egerben, Máramarosszigeten és Kolozsvárt végezte 1878-ban a piaristák főgimnáziumában. Innét kezdve 1882-ig a budapesti egyetem bölcseleti tanfolyamán hallgatta Gyulai Pál, Greguss Ágost és Beöthy Zsolt irodalmi és esztétikai előadásait. Önkéntesi évét 1883-ban leszolgálván, előbb a Nagyszalonta melletti Erdőgyarakon vállalt nevelői állást a Bessenyey-családnál, melynek révén gyakori bizalmas érintkezésbe jutott Arany János szalontai rokonságával, főként sógorával Ercsey Sándorral, akivel azontúl évekig levelezésben állott. Arany László biztatására jött a fővárosba és lépett a magyar földhitelintézet szolgálatába; ahonnét 1885-ben báró Nyári Adolf, József főherceg egykori főudvarmestere, hívta fia mellé nevelőnek. Társadalmi téren mint a műbarátok köre és a Klotild-szeretetház-egyesület titkára működött; része volt a Nemzeti Szalon megalapításában is, melynek fennállása első évében szintén titkára volt. Külföldi utakat tett Olasz- és Németországban, Svájcban, Dél-Franciaországban, többi közt 1899-ben állami segítséggel nevezetesebb külföldi szegénynevelő intézetek tanulmányozása céljából; szerzett tapasztalatait a Budapesten 1903-ban felállított új Klotild-szeretetház berendezésében és szervezésében érvényesítette. 
1890-től kezdve az országgyűlési gyorsíró-hivatalnak tisztviselője volt 1906-ig. 1907-ben a főrendiház főtitkárává léptették elő. 1913-tól a főrendiház, 1920-tól a nemzetgyűlés, 1927-től az országgyűlés képviselőházának elnöki főtanácsosa volt. 1929. július 1-jén vonult nyugdíjba.
Az irodalmi téren mint versíró, fordító és hírlapíró működött. Első verse a K. Beniczky Irma szerkesztette Kis Vasárnapi Ujságban (1874) jelent meg; költeményeket írt még a következő lapokba: Dengi János Délibábja (1877). 1878-tól: Fővárosi Lapok, Vasárnapi Ujság, Ország-Világ, Magyar Bazár; a Budapesti Szemlében (1894. Hamerling, Őszi válás c. költemény.), a Budapesti Hirlapban (1885. 316. szám Szilágyi István). A Pesti Naplónak (1896-1901.) tárca- és vezércikkírója volt. Cikkei közül általánosabb érdekűek a Pesti Naplóban (1885. 102. sz. Arany János emléke Nagy-Szalontán, 156. sz. A nagyszalontai Arany-szoba, 1897. 7. sz. Pápai István, 252, Pulszky Ferenc, 293. Wesselényi szobra, 1898. 258. Ave pia anima, Erzsébet királyné halálára, 1899. 115. Demokraczia a művészetben, 193. Petőfi-kultusz, 251. Emlékezés Erzsébet királynéra, márc. 1. Gróf Apponyi György, 1900. 120. Munkácsy Mihály, dec. 1. Vörösmarty ünnepe); Fővárosi Lapok (1886. 293. sz. A költő és unokája, Arany-ereklye); Egyetértés és Pester Lloyd (1888. 97. szám, József főherczeg czigánynyelvtana); Nemzet (1896. 294. sz. Arany János a közügyről); a Magyar Szalonban (1895. parlamenti szónokok); a Nyelvőr Szarvas Gábor Albumában (1895. Szarvas Gábor megdicsőülése, humoros költemény).

## Munkái
- Költemények. Írta Pálmai Kálmán. Nagybánya, 1882
- Csöndes hullámok. Költemények. Budapest, 1888 (Eredetiek és Lenau, Heine, Lamartine, Müller von Guttenbrunn, Coppée és Lorm után ford. Ism. Vasárnapi Ujság 1887. 50. sz.)
- Nagybánya és környéke. A magyar országos bányászati és kohászati egyesület első vándorgyűlése alkalmára többek közreműködésével szerk. Nagybánya, 1894. Számos műmelléklettel és szövegképpel. (Wekerle, Jókai, Bartók kéziratmásaival. Ism. Vasárnapi Ujság 1894. 31. sz.)
- Schiller Frigyes, Tell Vilmos. Színmű 5 felv. ford. Bpest, 1901. (Olcsó Könyvtár 1215-1217.)

Egyik dala: Páros csillag az ég alján Pete Lajos zenéjével a nép közt is elterjedt és mint «chanson populair» van fölvéve Polignac. M. «Poetes Hongrois» c. antológiájába.

## Álnevei és jegyei
Pálmai Kálmán, Mai Pál (írói nevei), – Im – ‐ Im, P. K.